# Chiarone Scalo
Chiarone Scalo is een plaats (frazione) in de Italiaanse gemeente Capalbio.
Het dorp werd gesticht in de 19e eeuw rond het station, tussen de Tyrrheense spoorlijn en de snelweg Aurelia, aan de monding van de rivier Chiarone. Chiarone Scalo is de meest zuidelijke dorp in Toscane.

## Bezienswaardigheden
- Palazzo del Chiarone, oude gewoonten die het groothertogdom Toscane en de Pauselijke Staat gescheiden.